# Beauvoordestraat
De Beauvoordestraat is een straat en kasseistrook in de Belgische provincie West-Vlaanderen nabij Izenberge. De kasseistrook ligt tussen Wulveringem en Izenberge. De strook is 400 meter lang en wordt opgenomen in diverse wielerkoersen. De bekendste wielerkoers is Gent-Wevelgem waar de strook vaak vroeg in koers wordt opgenomen, na de passage door De Moeren. De strook zit ook vaker in de Bredene Koksijde Classic.